# Chiesa di San Giuseppe al Cascame
La chiesa di San Giuseppe al Cascame è un edificio religioso di Cascame, quartiere di Vigevano, in provincia di Pavia e diocesi di Vigevano; fa parte del vicariato urbano.
L'edificio rappresenta il centro religioso, d'incontro e ricreativo della comunità locale, essendo sede principale della parrocchia che serve il quartiere.

## Storia
All'inizio del ventesimo secolo a Vigevano, a seguito della crescente espansione del quartiere industriale intorno alla società Cascami Seta e della necessità di rispondere alle esigenze spirituali dei lavoratori e delle loro famiglie, l'Autorità Ecclesiastica si preoccupò di creare un punto di riferimento religioso nel rione del Cascame, distante dalle chiese cittadine. Nel 1910 monsignor Pietro Berruti, vescovo della diocesi di Vigevano, affidò la cura pastorale del quartiere a padre Giovanni Balduzzi, giovane sacerdote della Congregazione dei Padri Oblati dell'Immacolata, istituita nel 1908 per l'evangelizzazione e il servizio spirituale nelle zone industriali.
Inizialmente, la società Cascami Seta mise a disposizione uno spazio situato all'interno della propria struttura per la realizzazione di una cappella, destinata a servire la comunità di lavoratori in forte crescita.

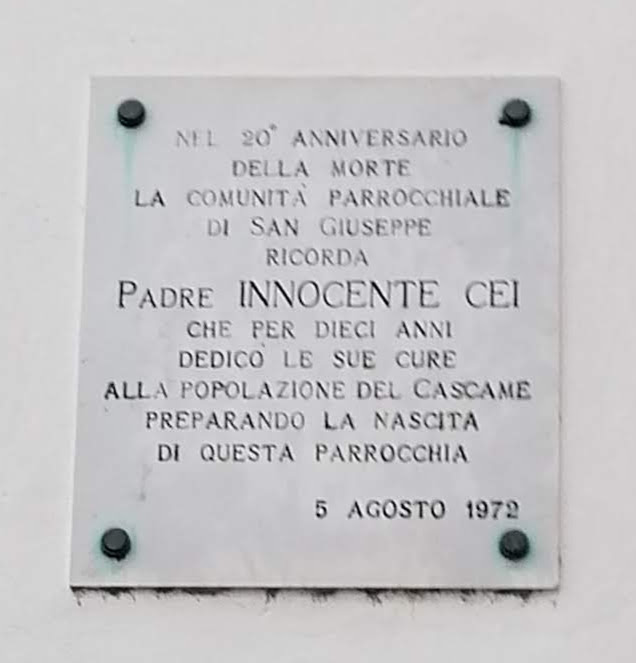
Targa commemorativa a Padre Innocente Cei

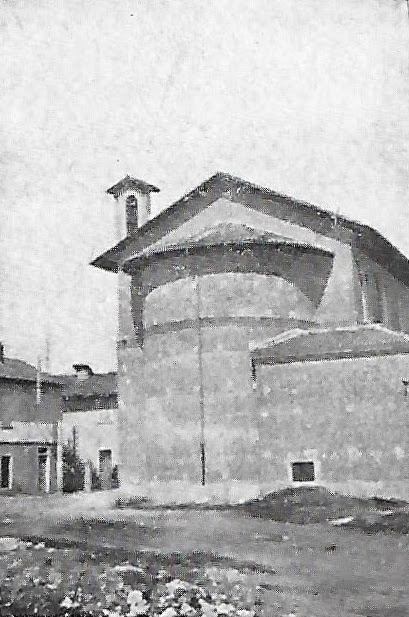
Vista posteriore dell'edificio nel 1930

Nel 1925, dopo il trasferimento di Padre Balduzzi a Roma, la comunità del Cascame continuò la sua crescita sotto la guida di padre Innocente Cei, che proseguì il lavoro di consolidamento e sviluppo della parrocchia. L'espansione del quartiere e l'aumento della popolazione portarono alla decisione di costruire una nuova chiesa, separata dalla fabbrica. Il vescovo Scapardini scelse un terreno donato dalla società Cascami e, il 12 settembre 1926, fu posta la prima pietra della nuova chiesa, che divenne il centro spirituale e sociale del rione.
Nel corso degli anni trenta, la chiesa del Cascame assunse un ruolo fondamentale nella vita del quartiere, con attività di catechesi, preparazione dei canti e gestione di una biblioteca. Dopo i danni subiti durante la Seconda guerra mondiale, la comunità si unì per restaurare e arricchire la chiesa, che venne dotata di un campanile e di un nuovo altare in marmo. Con l'arrivo di don Carlo Perotti nel 1935 la parrocchia continuò a crescere.
Durante gli anni sessanta e settanta, con l'espansione del quartiere, la chiesa venne allungata e abbellita con un mosaico absidale, mentre un edificio precedentemente destinato a cinema venne sopraelevato per creare aule catechistiche.
La fine dell'attività industriale della Cascami Seta portò il quartiere ad adattarsi ai cambiamenti socio-economici del territorio. In seguito vi furono effettuati vari cambiamenti e operazioni di ristrutturazione delle infrastrutture.

## Descrizione
La Chiesa di San Giuseppe al Cascame si presenta come un edificio di architettura neoromanica, caratterizzato da una facciata semplice e solenne, realizzata con mattoni a vista. Questo stile architettonico, che richiama le linee pulite e funzionali del romanico medievale, è stato scelto per dare un senso di solidità e durabilità all'edificio, oltre a una certa sobrietà. Sopra il portale principale è collocato il rosone.
L'interno è suddiviso in tre navate, con quella centrale che si sviluppa in tutta la lunghezza dell'edificio e le laterali che ospitano varie cappelle. La pianta a croce latina è tipica dell'architettura ecclesiastica, con il presbiterio, situato in fondo, che accoglie l'altare maggiore. Quest'area è illuminata da vetrate policrome.
Il campanile dell'edificio si erge accanto alla chiesa.

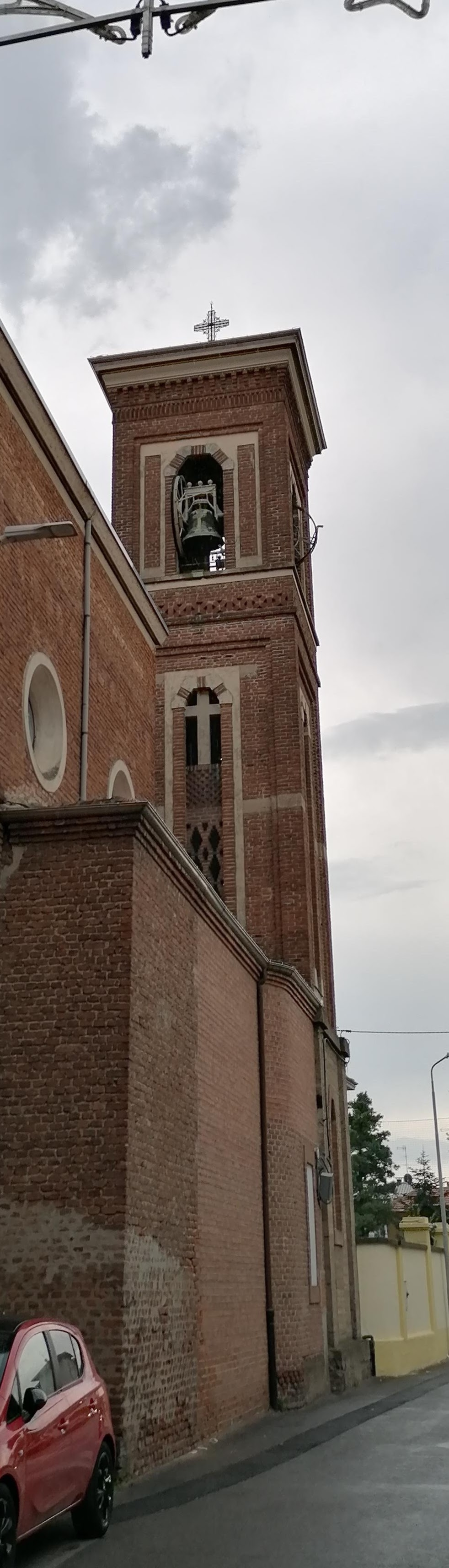
Campanile della Chiesa di San Giuseppe al Cascame

## Festa di Maria Bambina
Tra gli eventi più significativi che vengono ripercorsi annualmente e che segnano la vita della parrocchia, c'è la Festa di Maria Bambina. L'8 settembre 1910 si celebrò la prima festa dedicata a Maria Bambina, già posta il 1° marzo 1910 nella cappella del Cascamificio. Molti si accostarono alla comunione e tanti bambini formarono una corona umana attorno al SS. Sacramento solennemente esposto. La celebrazione si svolse nella cappella della direzione della Cascami Seta.
Nel 1926, in occasione della posa della prima pietra della nuova chiesa in frazione Cascame, si tenne una solenne processione con il simulacro di Maria Bambina, occasione che si protrae ogni anno nel mese di settembre in occasione dell'omonima Festa di Maria Bambina.